# 王祖昌
王祖昌（?—?），字子文，山东新城县人。
王士祯从曾孙，早年為诸生。與济南巡抚铁保、宁远州知州刘大观等友好，乐于助人。喜歡吟詩，刘大观“见诗大惊”，常在“秋水亭”吟诗，有《秋水亭诗》、《秋水亭诗续集》、《秋水亭诗补遗》等。